# TIsat-1
Il TIsat-1 (TI è l'abbreviazione per il Canton Ticino) è un satellite radioamatoriale, che è stato sviluppato da studenti dell'Scuola universitaria professionale della Svizzera italiana SUPSI.
Si tratta di un satellite miniaturizzato CubeSat, con cui lo spazio idoneità dei vari materiali e componenti è verificata: dove entrambi i fili elettricamente conduttivi, che sono fatti di materiali diversi e hanno diametri differenti, e anche filati in nylon sono esposti ossigeno atomico nell'atmosfera superiore sottile, di questi attacchi materiali. Inoltre, un miniaturizzato computer di bordo sarà testato con tre processori.
TIsat trasmette su una frequenza di 437,305 MHz in codice Morse con il nominativo radioamatore HB9DE.
Il satellite è stato il lanciato nel 12 luglio 2010 su un razzo PSLV con satellite per telerilevamento Cartosat-2B dal Centro spaziale Satish Dhawa. La stazione radio di SUPSI radioamatori club HB9SRC è la stazione di terra di TIsat.